# Francis Berkeley
Francis Henry FitzHardinge Berkeley (ur. 7 grudnia 1794, zm. 10 marca 1870) – brytyjski arystokrata i polityk, syn Fredericka Berkeleya, 5. hrabiego Berkeley i Mary Cole, córki Williama Cole’a. Został ochrzczony 18 marca 1795 r. Jego rodzice wzięli ślub w 1785 r., ale został on prawnie uznany i musieli oni powtórzyć ceremonię w 1796 r. Dzieci urodzone przed tą datą (w tym i Francis) zostały uznane za dzieci nieślubne.
Wcześnie zainteresował się boksem i przez wiele lat był powszechnie uznawany za najlepszego boksera-amatora w Wielkiej Brytanii. W 1811 r. wstąpił do milicji Południowego Gloucester, gdzie służył już jego starszy brat, William. W 1814 r. Francis rozpoczął naukę w Christ Church na Uniwersytecie w Oksfordzie, ale rychło opuścił uczelnię, nie uzyskując żadnego tytułu naukowego. Berkeley udał się następnie w kilkuletnią podróż po Europie.
W sierpniu 1837 r. podążył w ślady kilku swoich braci i wystartował w wyborach do Izby Gmin jako reprezentant okręgu Bristol. Wybory te wygrał, uzyskując 2. miejsce w okręgu (3212 głosów). Od tamtej pory startował w kolejnych wyborach w okręgu, zawsze wygrywając ze sporą przewagą. Swoją pierwszą mowę na forum Izby wygłosił 21 czerwca 1842 r., popierając wniosek deputowanego Warda. Berkeley nie był elokwentnym mówcą, ale jego przemówienia były bardzo żywiołowe i cechowały się humorem. W Izbie Gmin opowiadał się za wprowadzeniem głosowania tajnego i gorąco popierał zmierzające ku temu inicjatywy.
Swój pierwszy wniosek na ten temat zgłosił 8 sierpnia 1848 r., ale nie zyskał on przychylnego odzewu ani w Izbie, ani w społeczeństwie. Niezrażony Berkeley zgłaszał swój wniosek w kolejnych sesjach. Dopiero w 1869 r. w okręgu Manchester wprowadzono testowe tajne głosowanie. Test wypadł pozytywnie i w Parlamencie rozpoczęły się prace nad ustawą. W ich trakcie Berkeley zmarł 10 marca 1870 r. Nigdy się nie ożenił i nie pozostawił potomstwa. Przez 33 lata nieprzerwanie zasiadał w Izbie Gmin reprezentując ten sam okręg wyborczy.
Prace nad ustawą trwały nadal. Kilka dni po śmierci Berkeleya deputowany Leatham zgłosił projekt ustawy Ballot Bill. Za poparciem wniosku przemawiał premier Gladstone. 9 lutego 1871 r. królowa Wiktoria zarekomendowała projekt ustawy w swoim przemówieniu otwierającym sesję Parlamentu. Ostatecznie Ballot Act został uchwalony 13 lipca 1872 r.